# 菜 (漫画)
『菜』（さい）は、わたせせいぞう作の漫画。1992年から『モーニング』に連載された。単行本はモーニングKCDXから全12巻が発売されている。
2007年より『モーニング』にて続編『菜〜ふたたび〜』の連載が始まった。

## ストーリー
富田耕平・菜夫妻を主人公に、四季に彩られた日本の美しい風物をちりばめながら、家族の折々の情景を鮮やかに描き出す物語。
大勢の家族に囲まれ、にぎやかに育った耕平と、両親に先立たれ、その思い出を刻む家に暮らしてきた孤独な菜。対照的なふたりが夫婦として結ばれ、新しい、愛情に満ちた家庭を営んでいく。

## 登場人物
富田菜
旧姓は桐島。事故で両親を亡くしてからはひとりの生活であったが、富田耕平と出会い、結婚。いつも亡くなった母親の形見の着物を着ている。
おしとやかで賢妻。一方で、嫉妬深く耕平が女性の影を出すと、すると不機嫌になる。
心優しい女性で、捨て猫や捨て犬。一人ぼっちの老人などをほっとけない性格である。
第一巻で妊娠するが流産してしまい、子供が出来にくくなる。その後、最終話で妊娠する。
富田耕平
菜の夫で星北大学助教授。亡くなった菜の父親の形見の眼鏡をかけている。
色男のようでよく女性に好意を寄せられる。何度もベットイン寸前まで行くが、その度に逃げている。
大学で助教授として、物理を教えていたが、退職する。